# Waldkirchen
Waldkirchen er en by i Landkreis Freyung-Grafenau i Regierungsbezirk Niederbayern i den tyske delstat Bayern.

## Geografi
Waldkirchen ligger ved den historiske handelsvej Goldenen Steig, fra Böhmen Donaufloden, 9 km fra Freyung. Waldkirchen er den østligste by i Bayern og den folkerigeste by i Landkreis Freyung-Grafenau.
Til Waldkirchen hører ud ove hovedbyen disse landsbyer og bebyggelser: Appmannsberg, Atzesberg, Auerbach, Bernhardsberg, Böhmzwiesel, Dickenbüchel, Dorn, Erlauzwiesel, Hauzenberg, Höhenberg, Holzfreyung, Karlsbach, Kühn, Lämmersreut, Manzing, Mitterleinbach, Oberfrauenwald, Oberhöhenstetten, Oberleinbach, Oberndorf, Pilgramsberg, Pollmannsdorf, Ratzing, Reut, Richardsreut, Sassbach, Schauerbach, Schiefweg, Sickling, Solla, Stadl, Stierberg, Stocking, Unholdenberg, Unterhöhenstetten, Werenain og Wotzmannsreut.
- Wikimedia Commons har flere filer relateret til Waldkirchen